# Sculptris
Sculptris — программа для виртуального скульптинга, основное внимание в которой уделяется концепции лепки из глины . Он начал активную разработку в начале декабря 2009 г. ,а последний выпуск был выпущен в 2011 г.
Пользователи могут тянуть, толкать, зажимать и крутить виртуальную глину. Он ориентирован на скульптурирование персонажей и «органические» модели.
3D-сетки (.obj) можно импортировать в программу для дальнейшей детализации, создания карт нормалей и смещения.
В конце июля 2010 года изобретатель Sculptris Томас Петтерссон присоединился к команде Pixologic (создатели ZBrush ), которая взяла на себя разработку Sculptris. Он покинул Pixologic «на некоторое время» до марта 2014 года.
В июне 2020 года Pixologic отказалась от поддержки Sculptris в пользу ZBrushProMini, бесплатной версии ZBrush, включающей Sculptris Pro.  На сегодняшний день программа имеет название ZBrushCoreMini.

## Функции
- Цифровая скульптура
- Рисование UV-текстур
- Динамическая тесселяция